# Cub trunchiat biaugmentat
În geometrie un cub trunchiat biaugmentat este un poliedru convex construit prin augmentarea unui cub trunchiat (un poliedru arhimedic) cu două cupole pătrate (J4) pe două din fețele sale octogonale opuse (paralele). Este poliedrul Johnson J67. Având 30 de fețe, este un triacontaedru.

## Mărimi asociate
Următoarele formule pentru arie, A și volum, V sunt stabilite pentru lungimea laturilor tuturor poligoanelor (care sunt regulate) a:
{\displaystyle A=(18+8{\sqrt {2}}+4{\sqrt {3}})\,a^{2}\approx 36,241912~a^{2},}
{\displaystyle V=(9+6{\sqrt {2}})\,a^{3}\approx 17,485281~a^{3}.}